# Sorex tundrensis
Sorex tundrensis (мідиця тундрова) — вид роду мідиць (Sorex) родини мідицевих (Soricidae).

## Поширення
Країни поширення: Канада, Китай, Монголія, Російська Федерація, Сполучені Штати Америки. Мешкає серед густої рослинності трав і чагарників.

## Опис
Темно-коричневий на спині з блідо-коричневими боками і сірим низом. Хвіст коричневий зверху і світло-коричневий внизу. Його хутро стає довшим на зиму. Довжина тіла близько 12 см, включаючи 4 см хвіст. Важить близько 11 грамів.

## Стиль життя
Мешкає поодинці. Їсть переважно жуків; також живиться хробаками і травами. Хижаки: яструби і сови. Ця тварина є активною вдень і вночі цілий рік.
Розмножується в літній час, буває 3–4 приплоди на рік по 7–10 дитинчат в кожному, що народжуються в гнізді під колодою або в щілині.